# BS-TBS
株式会社BS-TBS（英: BS-TBS, INC.）は、BSデジタル放送を行っているTBS系列の衛星基幹放送事業者で、TBSホールディングス（TBSHD）の連結子会社である。
現在のBS-TBSの名称になる2009年3月以前は、BS-iの名称を使用していた。
リモコンキーIDはTBSテレビのアナログ親局6chから「6」。

## 概要
2000年12月1日に一斉開局（放送開始）した、民放キー局系のBSデジタル放送局の1局。
2009年3月31日までの社名は『ビーエス・アイ』で、チャンネル名（サービス名）も『BS-i』と名乗っており、当初のBSジャパン（2018年10月1日からのBSテレ東）同様にキー局の名称が表に出ないサービスであった。翌4月1日に筆頭株主の東京放送（TBS）が認定放送持株会社「東京放送ホールディングス」（TBSHD）に移行・商号を変更したことを機に、商号とチャンネル名を変更した。
当社は会社設立当初からTBS（旧法人）→TBSHDの持分法適用会社であったが、2011年7月1日に同社の連結子会社となった。

### アナウンサー
TBSラジオ同様、兄弟会社のTBSテレビから派遣を受けているため、自社では雇用せず、TBSグループ3波で共通になっている。

## 沿革
- 1998年（平成10年）11月 - 株式会社ジャパン・デジタル・コミュニケーションズ設立[4]。
- 1999年（平成11年）1月 - 日本民間放送連盟に加盟。
- 2000年（平成12年）
  - 6月22日 - 商号を株式会社ビーエス・アイに変更。
  - 12月1日11:00 - 「BS-i」として本放送開始。
- 2004年（平成16年）7月 - 本社をTBS会館からTBS放送センター15階に移転。
- 2005年（平成17年）
  - 9月30日 - BSデジタル音声放送を終了。
  - 12月1日 - 開局5周年。
- 2006年（平成18年）
  - 4月1日 - テレビ放送に使用するスロット数を22スロットから24スロットに増加。
  - 8月1日 - 日本BS放送（後にBS11として再開局）におけるGガイド放送終了を受け、Gガイド放送開始。
- 2009年（平成21年）4月1日 - 商号を株式会社BS-TBSに、サービス名を「BS-TBS」に変更[注釈 2]。

BS-i時代のロゴ

2009年4月から2020年3月まで使用されたBS-TBSの旧ロゴ

- 2010年（平成22年）12月1日 - 開局10周年を記念し、同局初の3D放送（サイド・バイ・サイド方式）を実施[注釈 3][5]。
- 2011年（平成23年）
  - 7月1日 - 東京放送ホールディングス（以下「TBSHD」）の連結子会社となる。
  - 10月1日 - 資本金の減資、および50億円あった資本準備金の全額取り崩しを実施して累積赤字を解消[6]。
  - 10月17日 - フルスペック（画素数1920×1080ピクセル）のハイビジョン放送を開始。
- 2013年（平成25年）7月1日 - 送出マスターを更新（NEC製）[7][8][9][注釈 4]。
- 2015年（平成27年）
  - 4月1日 - 株式交換によりTBSHDの完全子会社となる[10]。
  - 12月1日 - 開局15周年。
- 2018年（平成30年）
  - 1月22日 - テレビ放送に使用するスロット数を24スロットから16スロットに変更、解像度が地上デジタル放送と同等の1440×1080ピクセルに低下。
  - 10月1日 - ウォーターマークとチャンネルアイコンを2行表示から1行表示に変更[注釈 5]。
  - 12月1日 - BS-i時代から数えて開局18周年を迎えたこの日、新4K8K衛星放送「BS-TBS 4K」開局。
- 2020年（令和2年） 4月1日 - BS-i時代から数えて開局20周年を控え、TBSのグループ会社で用いる新CIを導入により、コーポレートロゴを一新[11]。それに伴い、新CIを導入により、企業ロゴ・放送局ロゴも11年ぶりに変更となった[注釈 6]。

2020年4月から併用されるTBSグループ共通の新ロゴ。BS-TBSの場合はこのロゴの左にこれと全く同じ字体の「BS-」がつく。

- 2022年（令和4年）1月27日 - 公式ウェブサイトのドメインを「bs-tbs.co.jp」（独自ドメイン）から「bs.tbs.co.jp」（TBSテレビのサブドメイン）に変更。

### キャッチコピーの変遷
- 2000年12月 - 2009年3月：「オトナになったら BS-i」[12]
- 2009年4月 - 2012年3月25日：「大人実感」
- 2012年3月26日 - 2018年9月30日：「満足・気分」※「・」（中黒）には渦巻の記号が用いられる。以下同様。
  - 2014年4月1日 - 2014年9月30日：「満足・気分　チャレンジ! 輝きを未来へ」[13]
  - 2015年4月1日 - 2015年12月31日：「満足・気分　15th ANNIVERSARY」
- 2018年10月1日 - 2020年3月31日：「新しいテレビの時間」
  - 2020年4月1日 - 2020年12月31日：「20YEARS 新しいテレビの時間」
- 2023年10月1日 - 現在：「ときめくときを。」 ※TBSグループ共通のキャッチコピー

## チャンネル内訳
放送事業者名は「BSTBS」（社名やサービス名と異なりハイフンが入らない）、テレビの各チャンネル名は「BS-TBS」（マルチ編成の番号はつかない）。
テレビ放送
- 論理チャンネル枠：16x
  - BS161 - 163ch（通常放送）
  - BS169ch（臨時放送）
- リモコンキーID：6

161 - 163chは2023年9月30日まではマルチ編成を行っていなかったため、どのチャンネルを選局しても番組の内容は同じであったが同年10月からマルチ編成を再開した。（詳細は後述。）また、169chは臨時放送用として割り当てられているが、使用されたことはない。
2005年2月11日までは、民放系のBSデジタル局では唯一となるマルチ編成を実施していた。その後、162・163chは2007年12月1日より再び使用されるようになった。
2023年10月1日よりマルチ編成を再開。初日となる10月1日の編成は161ch（HD）で『ドキュメントJ』他、162ch（SD）で『GSTV麗しの宝石ショッピングConnect』を土曜・日曜 10:00 - 12:00で編成する。翌10月2日は162chで平日7:00 - 8:00、10:59 - 12:00、12:59 - 16:00（月曜のみ12:59 - 15:55）に『Sound Shower』、平日9:59 - 10:59に『GSTV麗しの宝石ショッピングConnect』が常時編成されることになる（放送時刻は全て開始時時点）。在京民放キー局系BSデジタル局で常時マルチ編成を行うのはBS日テレ、BSテレ東、BSフジに次いで4局目で、同局のマルチ編成の開始により在京民放キー局系BSデジタル局で唯一マルチ編成を行なっていないのはBS朝日のみとなったが2024年4月からBS朝日も野球中継を初めとしたスポーツ中継延長時のみマルチ編成を行っている。
162chで『GSTV麗しの宝石ショッピングConnect』を放送するときは開始直前に約1分間、162chへの切替方法の案内を放送する（CM扱い。映像はBSフジでGSTV開始前に流れる切替案内と同様のもの）
データ放送も実施しており、ニュース・気象情報が提供されている。2007年4月にリニューアルしてからは地上波のTBSテレビおよびJNNのフォーマットとは一線を画すデザインとして、黒（新ロゴ移行後は水色）を基調としたティッカー風の表示となった（「ブラウザモード」と題した、ニュース内容をまとめて表示するモードもあり、「もっと詳しく」をクリックすると移動する）。また、それまで行われていた連動データ放送と双方向サービスは終了した。ボタンを操作する度にピアノによる効果音が流れる（データ放送共通の効果音を使用しないのはBS-TBSだけ）。
毎日5時を基点とする24時間放送を行っているが、原則として土曜日深夜（日曜未明）のみ3時から5時までは放送休止としている（月1回は「落語研究会」放送のため終夜放送となる。
字幕放送は、以前は主に『ミステリー・セレクション』の大半と『金曜劇場』の一部作品（いずれもドラマ番組）程度であったが、2018年12月より字幕放送番組が増加しており、字幕放送もほぼ毎日行われている。在京民放キー局系BSデジタル局で字幕放送を行う頻度としてはBS朝日、BSテレ東に次いで3番目に多い。なお、字幕の背景は半透明である。画面右上に表示される長方形枠の字幕マークは2013年7月のマスター更新までは16:9サイズ（ハイビジョン画質）の作品と4:3サイズ（SD画質）の作品で表示位置が異なっていたが、その後、16:9サイズの表示位置に統一されている。
独立データ放送
- 論理チャンネル枠：76x・90x[注釈 12]
  - BS766ch（通常放送）
  - BS768ch（Gガイド）

766chは、2007年4月1日までは『My Channel 766』のタイトルで使用されていたが、現在は使用されていない。ゲームやアンケート、双方向サービスの「iアクセス」を提供していた。
768chは、2006年8月1日より、日本BS放送が実施していたGガイドの終了を受けて開始。かつては908ch「Gガイド908」（旧・メガポート放送→日本BS放送保有）も併用していたが、2011年7月24日（地上アナログ放送の終了日）に放送を終了し、768chに統一された。選局しても、黒画面に「このチャンネルはGガイド放送向けデータ放送チャンネルです。」との白文字が大写しで表示されるのみで、地上波向けのGガイドチャンネル（地上D268ch等）と異なり他チャンネルの選局を促す案内はなされていない。2025年6月29日にBSテレ東の『STOCK777』が終了したため、キー局系民放BS局唯一の独立データ放送となった。
ラジオ放送
- 論理チャンネル枠：46x
  - BS461・462ch

TBSラジオ（放送当時はTBSラジオ&コミュニケーションズ）が制作を担当。2005年9月30日をもって終了した。
  - BS461ch - ニュース情報チャンネル

平日は10分ごとに更新される音声ニュース『ボルトアクションニュース』がメイン。画面は文字ニュースであった。ニュースの合間や、週末（終日）は音楽を放送していた。
  - BS462ch（2000年12月1日 - 2003年3月29日） -  BS academia

公募で選ばれた大学生達が、BS-iやTBSラジオより施設を借り切って企画・運営を行った。
日本生命が協賛し、新たなメディアの創造を目指したが、世間の注目を集めるに至らず終了。
  - BS462ch（2003年3月30日 - 2005年9月30日） -  Channnel-462

ザ・ビートルズのアルバムを中心とした音楽を放送していた。

## 資本構成
企業・団体は当時の名称。出典：

### 2015年4月1日以降
| 株主                | 比率 |
| ------------------- | ---- |
| TBSホールディングス | 100% |

## 主な番組
- 「[4K]」 - 4K制作番組
- 「[字]」 - 字幕放送実施
- 「[二]」 - 二ヶ国語放送
- 「[デ]」 - データ放送
- 「[解]」 - 解説放送
- 「[多]」 - 音声多重放送

### ドラマ
|            | 番組名                                              | 放送日時 | 備考 |
| ---------- | --------------------------------------------------- | --- | --- |
| 国内ドラマ | ミステリー・セレクション                            | 月曜 - 金曜 9:59 - 12:00、月曜 13:54 - 15:55、火曜 - 金曜 13:54 - 16:00 土曜 13:00 - 14:54、15:00 - 16:54 日曜 14:00 - 15:54、16:00 - 17:54 | [字] 『月曜名作劇場』・『月曜ゴールデン』・『月曜ミステリー劇場』・『月曜ドラマスペシャル』などで放送されたサスペンス作品の傑作選。 字幕放送は一部放送で無しの場合あり。 土曜、日曜は開始終了時間変動の場合あり。 |
| 国内ドラマ | ドラマ・金曜日の妻たちへⅢ                           | 月曜 - 金曜 7:00 - 7:54 | |
| 国内ドラマ | ドラマ・ずっとあなたが好きだった                    | 月曜 - 金曜 12:29 - 13:25 | |
| 国内ドラマ | 橋田壽賀子ドラマ・渡る世間は鬼ばかり 第2シリーズ    | 月曜 - 金曜 16:59 - 17:54 | |
| 国内ドラマ | 名作時代劇・水戸黄門 第17部＜デジタルリマスター版＞ | 月曜 - 金曜 18:30 - 19:30 | 過去に地上波で放送された連続時代劇を放送。 |
| 国内ドラマ | TBSレジェンドドラマ・TOKYO MER〜走る緊急救命室〜    | 土曜 21:00 - 21:54 | |

### 紀行
| 番組名                                               | 放送日時                        | 備考                                                                 |
| ---------------------------------------------------- | ------------------------------- | -------------------------------------------------------------------- |
| 奈良ふしぎ旅図鑑                                     | 水曜 20:54 - 21:00              |                                                                      |
| 美しい日本に出会う旅                                 | 水曜 21:00 - 21:54              | [4K][字]                                                             |
| 絶景にっぽん紀行〜おうちで旅気分〜                   | 木曜 21:54 - 22:00              |                                                                      |
| 世界の窓                                             | 金曜 22:54 - 23:00              |                                                                      |
| 旅するサウナ                                         | 第3土曜 23:30 - 24:00           | 2022年4月16日スタート。                                              |
| 勇壮!博多山笠                                        | 7月15日 4:20 - 5:55             | RKB毎日放送制作                                                      |
| JNNふるさと紀行                                      | 不定期 土曜or日曜 10:00 - 11:00 |                                                                      |
| 新・地球絶景紀行                                     | 不定期                          | 2020年9月30日までは木曜 22:00 - 22:54でレギュラー放送していた。      |
| 麺鉄 ～メン食い鉄道 絶景の旅～                       | 不定期                          | [4K]                                                                 |
| 至福の京都ふらり散歩                                 | 不定期                          | [4K] 2020年3月30日までは月曜 18:00 - 18:24でレギュラー放送していた。 |
| 小京都・香り紀行                                     | 不定期                          |                                                                      |
| 湯のまち放浪記〜ちょいと、ひとっ風呂                 | 不定期                          |                                                                      |
| 極上のクルーズ紀行                                   | 不定期                          |                                                                      |
| ザ・ベストホテル                                     | 不定期                          |                                                                      |
| ザ・ベストホテル クラシカル                          | 不定期                          | [4K]                                                                 |
| 名宿で味わう日本の美〜ルレ・エ・シャトーへようこそ〜 | 不定期                          | [4K]                                                                 |

### 報道
開局以来、TBSテレビが運営する『TBS NEWS』の同時放送を行っている。かつては0時台・14時台・19時台にも放送していたが、後に朝のみに縮小されている。2Kと4Kでは放送日時が異なる（2Kは月曜 - 土曜4時台、4Kは土曜・日曜5時台）。
2009年9月18日までは画角情報が付加され、旧来の画面比4:3のテレビでは自動的にアップコンバートされていた（その他の番組は2007年3月31日まで）。翌週9月21日からは、ハイビジョン放送となっている（一部を除く）。
また、報道特別番組を同時放送することもある（東日本大震災の発生時など）。
| 番組名               | 放送日時                         | 備考                                                                                                 |
| -------------------- | -------------------------------- | --- |
| Bizスクエア          | 土曜 11:00 - 11:54               | [4K][字] 2021年3月13日までは「サンデーニュース Bizスクエア」として日曜 21:00 - 21:54で放送していた。 |
| 朝一番BS-TBSニュース | 月曜 - 土曜 4:00 - 4:45          | 正月三ヶ日は休止。 2016年までは通常時の月曜に限り、3:00 - 5:00にJリーグ中継放送時は休止。            |
| 報道1930             | 月曜 - 金曜 19:30 - 20:54        | [4K][字] スポーツ中継や特別番組が編成された場合は21:00 - 21:54に短縮放送となる場合がある。           |
| TBSニュース          | 土曜・日曜 5:00 - 5:30（4Kのみ） | 第3週または第4週は2Kでも放送する場合がある。                                                         |
| ドキュメントJ        | 日曜 10:00 - 11:00               | 2021年3月13日までは土曜 10:00 - 11:00で放送していた。                                                |

### 教養
| 番組名                                       | 放送日時              | 備考                                      |
| -------------------------------------------- | --------------------- | ----------------------------------------- |
| 関口宏のこの先どうなる!?                     | 日曜 12:00 - 12:54    | 2024年4月21日スタート                     |
| 噂の!東京マガジン                            | 日曜 13:00 - 13:54    | 2021年4月4日スタート 地上波から完全移行。 |
| Style2030 賢者が映す未来                     | 第3日曜 11:00 - 12:00 | 2021年5月2日スタート                      |
| 和心百景                                     | 木曜 21:54 - 22:00    | [字][解] TBSテレビ地上波より5日遅れ。     |
| 関口宏の一番新しい近現代史                   | 土曜 12:00 - 12:54    | [字] 2025年4月12日スタート                |
| あれから10年 これから10年                    | 土曜 20:54 - 21:00    | [4K] 2021年10月2日スタート                |
| 薬丸マネー塾〜人生後半お金に好かれる生き方〜 | 第1土曜 18:30 - 19:00 |                                           |
| Together〜だれにも言えないこと〜             | 第1土曜 23:00 - 24:00 |                                           |
| ヒポクラテスの誓い                           | 不定期                |                                           |

### スポーツ
| ジャンル     | 番組名                                                       | 放送日時 | 備考 |
| ------------ | ------------------------------------------------------------ | --- | --- |
| ゴルフ       | プロゴルファー母校へ帰る ～先輩プロvs後輩 ゴルフ部同門対決～ | 木曜 23:30 - 24:00 | |
| ゴルフ       | ゴルフONE ～賞金総取りバトル～                               | 日曜 18:30 - 19:00 | 2022年4月2日スタート、 2024年3月30日までは土曜 17:00 - 17:30で放送していた。 |
| ゴルフ       | マスターズ                                                   | 毎年4月 | 地上波とは別のアナウンサーが実況を担当。TBSチャンネルでも放送。 2020年は新型コロナウイルスによる影響で開催を同年11月に延期。 |
| 野球         | S☆1 BASEBALL                                                 | 18:00 - 20:53（ナイトゲーム） 20:53以降は162chで試合終了まで放送(2024年 - )13:00 - 15:53 13:30 - 16:23 14:00 - 16:53（デーゲーム） 以降は162chで試合終了まで放送(2024年 - ) | 横浜DeNAベイスターズ主催試合（TBSテレビ・横浜DeNAベイスターズ製作著作）を中心に中日ドラゴンズ（CBCテレビ・TBSテレビ製作著作）･阪神タイガース（毎日放送製作著作またはTigers-ai・TBSテレビ製作著作）･広島東洋カープ（中国放送・TBSテレビ製作著作）対読売ジャイアンツ戦を生中継またはトップ&リレー中継で放送。 その他パ･リーグ主催ゲーム（各球団からの映像配信や、必要に応じて地元系列局の協力も受けてTBSテレビが制作。対巨人を含むセ・パ交流戦を放送する場合あり）・フレッシュオールスターゲーム（2014年 - 。テレビ朝日系列局またはTBS系列局の技術協力でBS-TBS・日本野球機構制作）も放送。 |
| バレーボール | バレーボールネーションズリーグ                               | 毎年5 - 6月 | 2018年から開催、日本戦を男女共に全試合放送（一部録画） 2020年は新型コロナウイルスによる影響で開催中止。 |
| ロードレース | 選抜女子駅伝北九州大会                                       | 毎年1月第3日曜 | RKB毎日放送制作で2020年から裏送りの生放送。 |
| ロードレース | 世界陸上                                                     | 奇数年8 - 9月 | 地上波中継の時差放送。2007年大阪大会は自社制作を行い、一部の競技は地上波とは別の解説・実況で放送された。 自社制作分はTBSチャンネルでも時差放送を実施。 |
| ロードレース | 東京レガシーハーフマラソン                                   | 毎年10月 | |
| ロードレース | 大分国際車いすマラソン                                       | 毎年10月最終日曜 9:55 - 12:00 | OBS大分放送とBS-TBSの共同制作。2016年より生放送。 2020年は新型コロナウイルスによる影響で大分車いすマラソンとして11月14日に生放送。 |
| ロードレース | 全日本実業団女子駅伝                                         | 毎年11月 | 開催日夜に時差放送。 |
| その他       | アスリート夢共演                                             | 第1・2日曜 12:00 - 12:30 | 2021年10月2日までは第1・2土曜 11:00 - 11:30で放送していた。 |
| その他       | 裸のアスリートII                                             | 第3・4日曜 12:00 - 12:30 | 2021年9月25日までは第3・4・5土曜 11:00 - 11:30で放送していた。 |

### 音楽
| 番組名                     | 放送日時                                              | 備考                                                                                            |
| -------------------------- | ----------------------------------------------------- | ----------------------------------------------------------------------------------------------- |
| おはよう日本の歌魂         | 日曜 - 木曜 28:45 - 28:54                             |                                                                                                 |
| 日本名曲ミニアルバム       | 金曜 28:45 - 28:54                                    |                                                                                                 |
| MUSIC X                    | 木曜 21:00 - 21:54                                    | 2024年4月4日スタート                                                                            |
| Sound Inn“S”               | 第3土曜 18:30 - 19:00                                 | 2020年1月18日から2020年4月18日までの間は、毎週放送されていた（第3土曜のみ新作、他の週は再放送） |
| <日曜プレミアム歌謡ショー> | 日曜 21:00 - 22:54                                    | 音楽特別番組枠 月1回はうた恋！音楽会を放送。                                                    |
| Sound Shower               | 月曜 - 金曜 7:00 - 8:00、10:59 - 13:25、13:54 - 16:00 | 音楽フィラー、2023年10月2日スタート、162chで放送。                                              |

### エンタメ
| 番組名                                                    | 放送日時                  | 備考 |
| --------------------------------------------------------- | ------------------------- | --- |
| dai-docoro☆ベジタ                                         | 日曜 13:54 - 14:00        | 毎日放送制作 毎日放送、TBSテレビ地上波と同日放送（毎日放送より2時間、TBSテレビ地上波より1時間遅れ） |
| 御社でインターンよろしいでしょうか?                       | 第2・第4日曜18:00 - 18:30 | [4K][字] 2021年10月9日スタート 2024年3月まで再放送を含む第2・第4土曜18:30 - 19:00に放送。 2024年4月から2025年3月まで再放送を含む月1回土曜18:30 - 19:00（第1土曜を除く第2〜最終土曜のいずれか）に放送。   |
| 東海地方のド定番 なぜそこまで愛される?太田×石井のデララバ | 日曜 23:00 - 24:00        | CBCテレビ制作 |
| 魔法のワンプレート                                        | 月曜 15:55 - 16:00        | エスビー食品一社提供ミニ番組 |
| 住まいの参観日                                            | 月曜 20:54 - 21:00        | 2022年3月7日スタート、積水ハウス一社提供ミニ番組 |
| 吉田類の酒場放浪記                                        | 月曜 21:00 - 22:00        | [4K][字] |
| 憧れの地に家を買おう                                      | 金曜 21:00 - 21:54        | 2021年10月4日スタート |
| 身近なパソコン世の中を変える                              | 火曜 20:54 - 21:00        | マウスコンピューター一社提供ミニ番組 |
| 町中華で飲ろうぜ                                          | 月曜 22:00 - 22:54        | 2021年9月27日までは月曜 23:00 - 24:00で放送していた。 |
| カンニング竹山の昼酒は人生の味。                          | 月曜 23:00 - 23:30        | 2025年3月31日スタート |
| 鈴木もぐらの雀荘放浪記                                    | 火曜 23:00 - 23:30        | 2025年6月3日から4週連続放送 |
| レンタルクロちゃん                                        | 火曜 23:30 - 24:00        | 2025年6月3日スタート、中国放送制作 |
| 満喫!セカンドライフ                                       | 水曜 21:54 - 22:00        | 2021年4月7日スタート |
| ヒロシのぼっちキャンプ Season8                            | 水曜 22:00 - 22:54        | [4K][字] Season1は2019年3月まで放送されていたバイタルTVのラインナップの1つで放送されていた。 2021年9月28日までは火曜 23:00 or 23:30 - 24:00で放送していた。                                              |
| いぬじかん                                                | 火曜 22:00 - 22:54        | [字] |
| ねこ自慢                                                  | 水曜 23:00 - 23:54        | [字] 2019年4月7日スタート 2021年9月29日までは水曜 22:00 - 22:54で放送していた。 |
| X年後の関係者たち〜あのムーブメントの舞台裏〜             | 木曜 21:00 - 21:54        | |
| 釣り百景                                                  | 木曜 22:00 - 22:54        | [字] |
| 素晴らしい明日                                            | 金曜 20:54 - 21:00        | 2018年10月5日スタート |
| サンド伊達のコロッケあがってます                          | 金曜 22:00 - 22:54        | 2024年4月26日スタート |
| おんな酒場放浪記                                          | 金曜 23:00 - 24:00        | [4K][字] 『吉田類の酒場放浪記』の姉妹番組にあたる。 ※4K放送は2021年10月22日より開始。 |
| エンタメ情報市場!                                         | 金曜 27:00 - 27:30        | 2019年4月5日スタート |
| トレンドクリップ                                          | 土曜 11:54 - 12:00        | 2021年10月9日スタート |
| 〜癒・笑・涙・夢〜夕焼け酒場                              | 土曜 18:00 - 18:30        | |
| ラーメンを食べる。                                        | 土曜 21:54 - 22:24        | |
| デジタル一番星＋                                          | 土曜 22:54 - 23:00        | nojima一社提供ミニ番組 TBSテレビ地上波より6日遅れ。 |
| 落語研究会                                                | 月1回土曜 27:00 - 29:00   | TBSチャンネルでも放送 また深夜・早朝時間に1時間の再放送が編成される場合もある。 |
| 諏訪湖祭湖上花火大会                                      | 毎年8月15日               | 2012年の第64回から生放送を実施。信越放送（SBC）との共同制作。 |
| 高島礼子が家宝捜索!蔵の中には何がある?                    | 不定期                    | 2020年3月26日までは木曜 21:00 - 21:54でレギュラー放送していた。 |
| 郷愁の街角ラーメン                                        | 不定期                    | [4K][字] 主にスポーツ中継延長時や映画放送が拡大放送の時の時間調整で放送。15分番組。 元々は2019年3月まで放送されていたバイタルTVのラインナップの1つで放送されていたが、2021年現在も新作が放送されている。 |
| 新しいテレビの時間                                        | 随時放送                  | 番宣番組 |

### アニメ
BS-iとしての開局から間もない2001年10月期に『まほろまてぃっく』を放送して以降、長年に渡り深夜アニメを放送している。2006年10月期・2007年1月期の『Kanon』までは地上波で放送しない独自の作品もあった。それ以降も過去にTBSテレビが製作した旧作の新作エピソードを特別番組として独占放送することがある。2012年4月期から2013年1月期までの一部の作品には本局も製作協力として参加した。かつてBS-i時代には現在のBS11の『ANIME+』枠の様なCM明けのロゴアニメーションの表示が一部作品を除いて実施されていた。
TBS系列局の毎日放送（MBS）が製作した深夜アニメについては、2012年1月期の『妖狐×僕SS』よりネットを開始した。翌4月期より、製作局のMBSに準じて『アニメイズム』の枠名称が導入された。本局の公式サイト内の「アニメ→終了した番組」のページには2016年1月期以降のMBS製作の作品は掲載されていない。
2019年7月期以降はTBSテレビで旧作の再放送を行う場合があるが、本局では遅れネットを行わない。また同年10月期以降はTBS製作の深夜アニメ枠（旧『アニメリコ』枠）の一部の作品にBS11が関与する様になった関係で、該当する作品が本局ではなくBS11でネットされている。
TOKYO MXなどの独立局を中心に放送されるアニメ番組群（いわゆるUHFアニメ）については放送に消極的で、TBSテレビやMBSが製作委員会に参加しているごく一部の作品を放送するに留まっている。
| 番組名                                    | 放送日時              | 備考                                                                                            |
| ----------------------------------------- | --------------------- | ----------------------------------------------------------------------------------------------- |
| ずたぼろ令嬢は姉の元婚約者に溺愛される    | 土曜 2:30 - 3:00      | 2025年7月5日スタート MBS製作『アニメイズム』B1枠、地上波各局と同日放送                          |
| 彼女、お借りします（第4期）               | 土曜 3:00 - 3:30      | 2025年7月5日スタート MBS製作『アニメイズム』B2枠、地上波各局と同日放送 第1期、第3期は本局未放送 |
| アオのハコ（第1期）                       | 土曜 3:30 - 4:00      | 2025年6月21日スタート                                                                           |
| むかしばなしのおへや ～伝えたい日本昔話～ | 第4日曜 11:00 - 11:30 | 2020年6月14日スタート 不定期で集中放送する場合あり                                              |

### 通販
| 番組名                                          | 放送日時 | 出演者                           | 備考                            |
| ----------------------------------------------- | --- | -------------------------------- | ------------------------------- |
| 麗しの宝石ショッピング                          | 月曜 - 土曜 0:00 - 1:00・1:00 - 2:00 月曜 - 金曜 9:00 - 9:59 土曜 10:00 - 11:00 日曜 0:00 - 1:00・1:00 - 2:00・9:00 - 10:00 | 辻直樹、優、大松彰、田代真弓ほか | GSTV制作 他にも不定期放送有り。 |
| 麗しの宝石ショッピング Connect（162chで放送）   | 月曜 - 金曜 9:59 - 13:00 土曜 11:00 - 13:00 日曜 10:00 - 13:00                                                              | 同上                             | GSTV制作                        |
| プレミアムカイモノラボ                          | 火曜 - 金曜 8:00 - 8:30 | ナイツ、ニッチェほか             | 他にも不定期放送有り。          |
| ジャパネットたかた買いドキ サタデーショッピング | 土曜 8:00 - 10:00 | 塚本慎太郎、中島一成ほか         |                                 |
| 音楽のある風景                                  | 月曜 - 金曜 17:00 - 17:54（4Kのみ）                                                                                         | -                                | [4K]                            |

これ以外にも『おはよう!情報館』『おめざめマーケット』『ウィークエンドマーケット』『おはよう!買物列島』『ビバ!ショッピング』『深夜お買物ピポパッ!』と銘打って各社のテレビショッピングを放送。

## 終了した番組

### BS-TBS制作番組
報道・情報
- まるわかり!日曜 ニュース深掘り
- NEWS サンデー・スコープJNN
- NEWSアカデミー
- i-NEWS（i-NEWS Morning、i-NEWS Evening）
- i-style
- お父さんのためのショウビズ講座
- グローバルナビフロント
- 愛しの仕事さま。
- かんたん!アイデアレシピ〜食卓を彩るフィラデルフィア〜
- 健康DNA!!
- 健康トリプルアンサー
- 医者がすすめる専門医
- Good Life
- 教えて・からだのミカタ
- 本と出会う（TBSニュースバードでも放送）
- Turning Point〜賢者の選択〜[注釈 21]
- 政策討論 われらの時代
- 世界人
- non-no TV
- デジタル☆一番星
- サンデー@ステーション アサBAN!
- ぶらり日本 健美の旅
- NEWS21 サタデースコープ
- NEWS21 サンデースコープ経済版
- サキドリ!
- 女子才彩
- きづなの交通安全ナビ
- 未来へのおくりもの
- ぶらり温泉 健美の旅
- ヒットリサーチ
- LEE Style
- ニュース少年探偵団
- 週刊BS-TBS報道部
- 諸説あり!
- マンデードキュメント
- 林修・世界の名著
- 健康!ALAかると
- サタデードキュメント
- 外国人記者は見た!日本inザ・ワールド
- 週刊報道
  - 週刊報道 LIFE
  - 週刊報道 Bizストリート
- おはよう健康体操
- 美木良介ロングブレス講座
- アメリカの町
- 日本列島!ハテナの旅
- SELFing

教養
- 夢の扉 〜NEXT DOOR〜
  - 夢の扉＋
  - 夢の鍵
- 謎解き!江戸のススメ
- THE 歴史列伝〜そして傑作が生まれた〜
- 関口宏の人生の詩
  - 関口宏の人生の詩II
- 関口宏のもう一度!近現代史

エンタメ
- ダブルミリオン
- R198〜My Sweet Melodies〜
- Felice 心理テストで最新情報
- LIVE!LOVE!EVE!
- LIVE!LOVE!EVE!SATURDAY
- おすと!?ワールド
- 未来☆遊園
- 危ないダンディー
- 心にサンサン物語
- 夢のカタチ
- TIME OVER
- 月うさぎ恋わずらい（2001年5月 - 2002年3月）
- 温泉美人
- 68（BSフジとの共同制作番組）
- クボジュンのえいごっこ
- 激☆店（一時期、TBSでも放送）
- アニクリシリーズ
- ぼいすた!
- スピードワゴンと裸の××アイドル
- 激モテ!セブンティーン学園
- BSブランチ
- BSブランチ Teen Up
- コラボTV
- コラボTV・大切な人へ贈るキズナ料理
- コラボTV・モー娘うたすきっ!!（高橋愛・新垣里沙・田中れいな・光井愛佳）
- コラボTV・韓流スターデザイナーチャレンジ
- コラボTV・うたすきっ!!アイドル スマイレージのうたすきっ!!
- コラボTV・高橋×高橋
- コラボTV・モーニング娘。 みんなの3D（新垣里沙・道重さゆみ）
- コラボTV・クチコミ@捜査官
- コラボTV・うたすきっ!!アニソン 水木一郎のうたすきっ!!
- コラボTV・with JOL
- 東京★上海流行通信〜楽活好正点
- Berryz仮面TV
- 金曜ナミダメ劇場〜涙の数だけキレイになる〜
- CatChat えいごKIDS!
- 日本史探求スペシャル ライバルたちの光芒
- 〜宿命の対決が歴史を動かした!〜
- それがしりたい〜ニッポンおもしろいネ〜
- 巨匠たちの輝き〜歴史を創った芸術家たち〜
- 法円坂ホラー研究会 谷町第二高等学校
- ℃-uteのチャレンジTV
- マリンの海物語!〜ドリームプロジェクトM〜
- ニッポン未来会議
- みんな子どもだった
- MOREはっぴーTV
- 美フレッシュ!
- ウエディングステージ
- 男子視聴禁止
- 〜気になる“数字”を徹底リサーチ〜 ホンネDEジャパン
- ハイボール万歳
- 美活女子会
- 幸せ!いなり日和
- Quality of life 〜健康IQアップを目指して!〜
- スイモクチャンネル
  - スイモクちゃんねる

ドラマ（ドコモ提供ドラマ枠）
NTTドコモの単独提供で、『ケータイ刑事 銭形シリーズ』や『東京少女シリーズ』などを自社で積極的に制作していた。多くの作品は、地上波のTBS系列局の一部やTBSチャンネルでも遅れて放送されている。2012年3月をもって事実上ドコモ提供ドラマ枠は廃止された。
- ケータイ刑事 銭形シリーズ
  - ケータイ刑事 銭形愛
  - ケータイ刑事 銭形舞
  - ケータイ刑事 銭形泪
  - ケータイ刑事 銭形零
  - ケータイ刑事 銭形雷
  - ケータイ刑事 銭形海
  - ケータイ刑事 銭形命
  - ケータイ刑事 銭形結
- 恋する日曜日シリーズ
  - ファーストシリーズ
  - セカンドシリーズ
  - 文學の唄シリーズ
  - ニュータイプシリーズ
  - 第3シリーズ

- 東京少女シリーズ
  - 東京少女山下リオ
  - 東京少女水沢エレナ
  - 東京少女桜庭ななみ
  - 東京少女大政絢
  - 東京少女岡本杏理
  - 東京少女瓜生美咲
  - 東京少女草刈麻有
  - 東京少女岡本あずさ
  - 東京少女福永マリカ
  - 東京少女日向千歩
  - 東京少女真野恵里菜
  - 東京少女ユ・ソルア
- 恋とオシャレと男のコ（2009年4月4日 - 6月27日）

ドラマ（ドコモ提供ドラマ枠以外）
- Peace Wave～ウクレレと少年〜[注釈 22]
- 怪談新耳袋
- 女子大生会計士の事件簿
- さそり
- 愛の道
- 佐藤四姉妹
- スパイ道シリーズ
  - スパイ道
  - スパイ道 女スパイ編
- 先生道
- 水戸黄門
  - 第44部東北編
  - 第45部九州編

- 大学病院救急救命室Vital Signs[注釈 23]
- ベストドラマ100
- 一年半待て
- TBSプレミアムドラマ
- 神様のイタズラ
- うさぎがもちつき
- うさぎたちがもちつき
- 漫画喫茶都市伝説　呪いのマンナさん
- 天使急便 Reboot
- 金曜劇場
- あなたはだんだん欲しくなる
- 土曜サスペンス
- 日曜サスペンス

映画
- 土曜映画デラックス

#### BS-TBS以外の制作番組
TBS制作
- こちら本池上署
- ジョシデカ!-女子刑事-
- 汚れた舌
- 特命!刑事どん亀
- 渡る世間は鬼ばかり（第5・6シリーズ）
- 3年B組金八先生
- ダブル・キッチン
- 赤いシリーズ（赤い嵐、赤い魂は未放映）
  - 赤い迷路
  - 赤い疑惑
  - 赤い運命
  - 赤い衝撃
  - 赤い激流
  - 赤い絆
  - 赤い死線
- 都会の森
- ホームワーク
- HOTEL
- 誰にも言えない
- キャンパス・ノート
- L×I×V×E
- チープ・ラブ
- 家栽の人
- ナショナル劇場 → パナソニック ドラマシアター枠（いずれもC.A.L製作）
  - 水戸黄門[注釈 24]
  - 大岡越前
  - 江戸を斬る
  - 翔んでる!平賀源内
  - 水戸黄門外伝 かげろう忍法帖
  - 南町奉行事件帖 怒れ!求馬II
  - 大江戸を駈ける!
- JIN-仁-
- 新参者
- 地獄の沙汰もヨメ次第
- もう一度君に、プロポーズ
- エ・アロール それがどうしたの
- 夫婦道
- Tomorrow〜陽はまたのぼる〜
- 恋文 〜私たちが愛した男〜
- 女系家族
- 浅草ふくまる旅館
- 刑事のまなざし
- ブラザー☆ビート
- だいすき!!
- あんどーなつ
- おかみ三代女の戦い
- ふたりのシーソーゲーム
- 天皇の料理番
- 温泉へ行こうシリーズ
- 高原へいらっしゃい（現在はTBSチャンネル2にて放送）
- こちら第三社会部
- 新幹線物語'93夏
- スチュワーデス物語
- ケイゾク
- QUIZ
- 報道特集NEXT→報道特集 ※現在は地上波のみ放送
- ニューイヤー駅伝（毎年1月1日開催[注釈 25]）
- 流星★バケーション
- ミルクチャポン
- THE世界遺産 ※現在は地上波のみ放送
- 夢の扉+

毎日放送制作
- 戦国BASARA-MOONLIGHT PARTY-（MBS製作、製作委員会に参加）

CBC制作
- 新キッズ・ウォー
- 新キッズ・ウォー2
- みこん六姉妹

TBS系列でも放送されていた番組
- Lの風景（TBS、TBSビジョンとの共同制作、LEXUS提供）

JNN系列
- 美の京都遺産（MBS制作）
- JAL音舞台（MBS制作）
- スジナシ（CBC制作、月1回）[注釈 26]
- 九州遺産（JNN九州・沖縄ブロック制作）
- 新九州遺産（JNN九州・沖縄ブロック制作）
- 青い森の国から（青森テレビ制作）※2005年3月まで[注釈 27]
- 沖縄んアイドル（琉球放送制作）2008年3月まで
- 王様のブランチ（TBSテレビとの共同制作[注釈 28]）※地上波は放送継続

日本テレビ制作
- 新五捕物帳（ユニオン映画製作）

フジテレビ制作
- 木枯し紋次郎
- 続・木枯し紋次郎（C.A.Lとの共同制作）
- 一心太助（国際放映との共同製作）

テレビ東京制作
- あばれ八州御用旅（ユニオン映画との共同製作）

海外ドラマ
- エバーウッド 遥かなるコロラド
- LOST（シーズン2）
- トワイライト・ゾーン
- ROOTS 〜ルーツ〜

韓国ドラマ
- 冬のソナタ（日本語吹き替え版を含む）
- 夏の香り
- 秋の童話
- 春のワルツ
- ソウルメイト
- 天国の階段
- 犬とオオカミの時間
- ロビイスト
- パリの恋人
- ヒーロー
- 宮廷女官チャングムの誓い（字幕版）
- IRIS -アイリス-（日本語吹き替え版。のちにリピート放送を実施）
- ファン・ジニ（日本語吹き替え版。のちに字幕版によるリピート放送を実施）
- 天使の誘惑（副音声は日本語吹き替え）
- 太王四神記（字幕版）
- メリは外泊中（字幕付日本語吹き替え版）
- 糟糠の妻クラブ
- エデンの東（日本語吹き替え版。のちに字幕版によるリピート放送を実施）
- ファン・ジニ
- チェオクの剣（字幕版）
- 先生はエイリアン（字幕版）
- ケ・セラ・セラ（字幕版）
- 個人の趣向
- キム・マンドク 美しき伝説の商人（字幕版）
- 僕の彼女は九尾狐（字幕付日本語吹替版）
- いばらの鳥（字幕版）
- イケメンラーメン店（字幕付日本語吹替版）
- シンドローム（字幕版）
- ビッグ 〜愛は奇跡<ミラクル>〜（字幕付日本語吹替版）
- フルハウスTAKE2
- 千日の約束（字幕版）
- 大望 〜テマン〜（字幕版）
- キング 〜Two Hearts
- イニョン王妃の男
- ミヘギョル 〜知られざる朝鮮王朝
- 7級公務員
- 王と私
- 幻の王女チャミョンゴ
- イ・サン
- インス大妃
- 剣と花
- トライアングル
- 夜警日誌
- ピノキオ
- 深夜食堂fromソウル
- 彼女はキレイだった
- 七日の王妃
- シークレット・ガーデン
- 千秋太后 〜チョンチュテフ〜
- トンイ

韓国以外のアジアドラマ
- スキップ・ビート!〜華麗的挑戦〜（台湾ドラマ、字幕付日本語吹替版）

テレビアニメ
日曜9時30分枠オリジナル作品（いずれも終了）
- MUSASHI -GUN道-

- RGBアドベンチャー

地上波でも放送された作品
TBS制作
- ちっちゃな雪使いシュガー
- アキハバラ電脳組
- 魔術士オーフェンRevenge
- 英國戀物語エマ
- 夜明け前より瑠璃色な
- ラブ★コン
- 新幹線変形ロボ シンカリオン（本放送終了後に放送）
- 七つの大罪 黙示録の四騎士（第1期）（本放送終了後に放送）
  - 七つの大罪 黙示録の四騎士（第2期）（本放送終了後に放送）

毎日放送制作
- コードギアス 反逆のルルーシュ
  - コードギアス 反逆のルルーシュR2

- 機動戦士ガンダム00 ファーストシーズン
  - 機動戦士ガンダム00 セカンドシーズン

- 機動戦士ガンダムSEED
  - 機動戦士ガンダムSEED DESTINY

- まんが世界昔ばなし（再放送）
- 悪役令嬢なのでラスボスを飼ってみました（TOKYO MX・WOWOW製作委員会参加）
- 魔法使いの約束（本局・TOKYO MX製作委員会参加）

その他
- 新機動戦記ガンダムW（テレビ朝日制作）
- SDガンダムフォース サイコー!!! セレクション（テレビ東京制作）
- マイティ・マイク（海外アニメ）

OVA
- ブラック・ジャック（OVA版）
- 機動戦士ガンダム0080 ポケットの中の戦争
- 機動戦士ガンダム0083 STARDUST MEMORY
- 機動戦士ガンダム 第08MS小隊
- 新機動戦記ガンダムW Endless Waltz
- TO（自社製作作品、TBSでも放送）

地上波と連動放送の特別番組
- 『Angel Beats!』特別編（CBC製作・MBS製作委員会参加）：2013年10月5日
- 『Aチャンネル』OVA第1話（MBS製作）：2014年9月20日

その他
- ブルームバーグテレビジョン（同時放送）
- 二重マル健康テレビ（アサヒ緑健制作・提供、開局当初のみ日曜朝に放送）
- CBSイブニングニュース（火 - 金曜 7:30 - 8:00）
- ストライク・ガール〜ボウリング新時代〜（スタープレーン制作。DHCの一社提供）
- 恋するパイロット衝上雲霄（香港TVB制作）
- ショップチャンネル お買い物エンターテイメント（ショップチャンネル制作）
- BS-TBS ショッピングLIVE（TBSグロウディアの商品を販売。月1回放送。[20]）

## BS-TBS月間グッドプレイヤー賞
2021年より、プロ野球・横浜DeNAベイスターズ（以下“DeNA”）応援企画として「あなたが推薦!『BS-TBS月間グッドプレイヤー賞』」を実施している。毎月、ファンがDeNAの選手をX（旧Twitter）で推薦して投票する企画で、推薦ポストをしたファンには毎月4KテレビやDeNA選手のサインボールが抽選でプレゼントされる。毎月、投票をもとにDeNAの選手が1名選出され、横浜スタジアムのホームゲームの試合開始前に表彰式が行われ、賞金が贈呈される。表彰式には主にBS-TBSの番組の出演者がプレゼンターとして登壇する。
歴代受賞者
| 年    | 月           | 選手                                                        | 月間成績など                                                                                                   | プレゼンター             |
| ----- | ------------ | ----------------------------------------------------------- | --- | ------------------------ |
| 2021  | 3&4月        | 牧秀悟                                                      | 打率.288 6HR 22打点                                                                                            | 相子宏之                 |
| 2021  | 5月          | T.オースティン                                              | 打率.338 5HR 12打点                                                                                            | ヒロシ                   |
| 2021  | 6月          | 大和                                                        | 得点圏打率.478 12打点                                                                                          | 玉袋筋太郎               |
| 2021  | 7月          | 佐野恵太                                                    | 打率.405 2HR 8打点                                                                                             | トラウデン直美           |
| 2021  | 8月          | 牧秀悟                                                      | 打率.378 4HR 12打点                                                                                            | 小島奈津子               |
| 2021  | 9月          | 桑原将志                                                    | 打率.330 3HR 34安打                                                                                            | 増田英彦（ますだおかだ） |
| 2022  | 3&4月        | 上茶谷大河                                                  | 2勝 1完封 防御率2.45                                                                                           | 清水国明                 |
| 2022  | 5月          | 牧秀悟                                                      | 打率.329 8HR 25打点                                                                                            | 木村沙織                 |
| 2022  | 6月          | 今永昇太                                                    | 史上85人目のノーヒットノーラン                                                                                 | 芋生悠                   |
| 2022  | 7月          | 佐野恵太                                                    | 打率.365 4HR 14打点                                                                                            | サンシャイン池崎         |
| 2022  | 8月          | 山﨑康晃                                                    | 11セーブ 防御率0.00                                                                                            | 吉田類                   |
| 2023  | 3&4月        | 関根大気                                                    | 打率.338 1HR 7打点 ハマスタ31年ぶりランニングHR プロ10年目初のサヨナラ打                                       | 武井壮                   |
| 2023  | 5月          | 宮﨑敏郎                                                    | 打率.347 6HR 16打点 6年ぶり3本目サヨナラHR 開幕から34試合連続出塁                                              | 栗原恵                   |
| 2023  | 6月          | T.バウアー                                                  | 4勝 38奪三振 防御率2.08 来日初完投勝利 6月無傷の4連勝                                                          | 中田洸太郎               |
| 2023  | 7月          | 今永昇太                                                    | 2勝 奪三振32 防御率0.78 3試合全てでHQSを達成                                                                   | 安田結菜                 |
| 2023  | 8月          | 牧秀悟                                                      | 打率.362 7HR 26打点 月間26試合中24試合で安打                                                                   | 駒木根葵汰               |
| 2024  | 3&4月        | 度会隆輝                                                    | 球団新人64年ぶり2人目開幕戦ホームラン セ・リーグ新人史上初開幕2試合連続ホームラン 球団新人史上初満塁ホームラン | 狩野舞子                 |
| 2024  | 5月          | 筒香嘉智                                                    | 復帰初戦で逆転3ラン 名字にちなんだ日米通算225号                                                                | 樋口日奈                 |
| 2024  | 6月          | T.オースティン                                              | リーグトップタイ5本塁打 リーグトップ8二塁打17打点                                                              | 石谷翼                   |
| 2024  | 7月          | 佐野恵太                                                    | リーグトップ打率.379 33安打 得点圏打率.429 12試合連続安打 18試合連続出塁                                       | 船越英一郎               |
| 2024  | 8月          | 梶原昂希                                                    | 打率.360 自身初1試合5安打                                                                                      | 武藤十夢                 |
| 2025  |              |                                                             | |                          |
| 3&4月 | 東克樹       | 3勝 防御率0.92 登坂4試合すべてクオリティ・スタートを達成    | 荒木絵里香 |                          |
| 5月   | 牧秀悟       | リーグトップ打率.343 34安打 7本塁打                         | 山邉和華 |                          |
| 6月   | A.ジャクソン | 2勝2敗 防御率2.00 登坂4試合すべてクオリティ・スタートを達成 | 稲村亜美 |                          |
| 7月   | 井上絢登     |                                                             | カンニング竹山                                                                                                 |                          |

## 放送事故
- 2014年5月20日、「侍プロ野球2014・東北楽天×横浜DeNA」を楽天Koboスタジアム宮城（現・楽天モバイルパーク宮城）から生中継中の20時過ぎ〜20:30頃まで一部地域で映像が流れず、実況音声のみが放送される事態や中継映像は放送されているものの映像が不鮮明になるなどの事態が発生した。後に、中継内やBS-TBSのホームページ上で不体裁について謝罪し、原因は調査中であるとしていたが、後日送出設備機器の一部に不具合が発生したことに因るものとして再度ホームページ上で謝罪した[28][29]。

## その他の特記事項
- 公式サイトには、2006年度までBSデジタル局では唯一（当時）掲示板を設けていた。番組に関する意見やリクエストなどを書き込むことができた[注釈 43]。
- 毎日新聞朝刊の第2テレビ・ラジオ欄では、当チャンネルで放映される番組が毎日1本紹介されている。また、夕刊（東京版など）では最終面のテレビ欄にNHK BS1・BSプレミアムと並んで番組表を掲載している。
- 「BS-i」時代は、「アイ」と「チュータ」というマスコットキャラクターが存在していたほか、『i-SPORTS』などのいくつかの番組でも独自のキャラクターが登場していた（「アイ」と「チュータ」は、正式には英語の発音記号で表記される）。
- テレビマスターのシステムは、基幹部がNEC製で、パナソニック・東芝の機器を組み合わせたものとなっている（雑誌『放送技術』より。巻号未詳）。
  - マスター更新により、画質が著しく改善された。
- 2014年4月1日から同年9月30日までの半年間、同局のイメージキャンペーンアイドルとしてハロー!プロジェクトの女性アイドルグループとして存在していた℃-ute（2017年6月30日解散）が起用された[30][31]。